# Obergurig
Obergurig (em alto sorábio: Hornja Hórka) é um município da Alemanha localizado no distrito de Bautzen, região administrativa de Dresden, estado da Saxônia.
Pertence ao Verwaltungsgemeinschaft de Großpostwitz-Obergurig.